# زياد فريز
زياد محمد فريز (1943 - ) باحث اقتصادي أردني ومسؤول حكومي، أُسندت إليه عدة مناصب حكومية في الأردن، وُلدَ في مدينة السلط، ودرس المرحلة الثانوية في كلية الحسين في عمّان، ونال الماجستير من جامعة كيل البريطانية سنة 1978.

## مناصبه
- 1966-1973: باحث اقتصادي ورئيس لقسم التجارة الخارجية في البنك المركزي
- 1973-1974: مساعد مدير دائرة الدراسات والأبحاث في البنك المركزي
- مستشار للدراسات والأبحاث في البنك المركزي
- 1982-1984: مدير دائرة العلاقات الخارجية في البنك المركزي
- 1984-1989: أمين عام وزارة التخطيط
- 1989: وزير التخطيط
- 1989-1991: وزير الصناعة والتجارة
- 1991: وزير التخطيط
- 1991-1993: وزير التخطيط
- 1993-1994: وزير التخطيط
- 2005 - 2007: نائبا لرئيس الوزراء ووزيرا للمالية